# Vitaceae
Famille
Classification APG III (2009)
Les Vitacées (Vitaceae) sont une famille de plantes dicotylédones comprenant 700 espèces réparties en 17 genres. Ce sont principalement des lianes ou des arbrisseaux, parfois des plantes herbacées ou succulentes, poussant dans les forêts humides dans les régions tropicales et intertropicales. Une minorité d'espèces (vignes-vierges des genres Ampelopsis, Parthenocissus et vignes domestiques du genre Vitis dont l'espèce la plus connue de la famille est Vitis vinifera) est endémique des régions au climat tempéré de l'hémisphère nord ou de type méditerranéen.

## Étymologie
Le nom vient du genre type Vitis, qui, selon Fournier, est le nom latin ancien de la vigne, primitivement « plante à vrille », sans rapport étymologique avec vinum, vin.
Une autre source affirme que Vitis est le nom latin d'une vigne, dont le nom dériverait de weytis proto-indo-européen, mot désignant quelque chose qui s'enroule, plie ou tourne.
Le mot Vitis a été historiquement utilisé pour désigner beaucoup de plantes n'ayant aucun lien taxonomique avec le Vitis sensu stricto, notamment Vaccinium (Ericaceae).

## Classification
La classification phylogénétique APG II (2003) rattache cette famille directement à la base des Rosidées et y inclut les 70 espèces du genre Leea anciennement placées dans les Leeaceae. Le Angiosperm Phylogeny Website [21 janvier 2008] place cette famille dans l'ordre Vitales, choix confirmé par classification phylogénétique APG III (2009).

## Synonymes
- Ampelidaceae
- Vitidaceae

## Liste des genres
Plants of the World Online comprend actuellement les genres suivants, classés en deux sous-familles :

### Leeoideae
- Leea D.Royen : précédemment placé dans sa propre famille monotypique, Leeaceae, a été inclus dans Vitaceae par APG IV (2016)[6] et le site Web Angiosperm Phylogeny.

### Vitoideae
Cinq tribus sont désormais reconnues dans cette sous-famille :
Ampelopsideae
1. Ampelopsis A.Rich. ex Michx.
2. Clematicissus Planch.
3. Nekemias Raf.
4. Rhoicissus Planch.

Cayratieae
1. Acareosperma Gagnep.
2. Afrocayratia J.Wen, L.M.Lu, Rabarij. & Z.D.Chen
3. Causonis Raf.
4. Cayratia Juss.
5. Cyphostemma (Planch.) Alston
6. Pseudocayratia J.Wen, L.M.Lu & Z.D.Chen
7. Tetrastigma (Miq.) Planch.

Cisseae
1. Cissus L. - répandu dans les régions tropicales et subtropicales

Parthenocisseae
1. Parthenocissus Planch.
2. Yua C.L.Li

Viteae
1. Ampelocissus Planch.
2. Vitis L. (comprend la vigne)

tribe incertae sedis
1. Pterisanthes Blume (Indochine, Malaisie)